# Carl Wilhelm Freund Walther
Carl Wilhelm Freund Walther (ur. 22 listopada 1858, zm. 9 lipca 1915) – niemiecki przedsiębiorca, rusznikarz.

## Życiorys
Jego ojciec – August Theodor Albert Walther trudnił się odlewnictwem wyrobów miedzianych i żelaznych, matka – Rosalie Wilhelmine Amalie Pistor pochodziła z rodziny zajmującej się rusznikarstwem. Walther pobierał naukę u dwóch rusznikarzy: Willibalda Barthelmesa i Albina Schneidera. 1886 Walther założył własną rusznikarnię w Zella-Mehlis w Turyngii, która przekształciła się później w dzisiejszą niemiecką firmę Carl Walther GmbH. 1888 ożenił się z Minną Georgine Pickert, z którą miał pięciu synów.
Najstarszy syn Fritz Walther (1889–1966) przejął po śmierci ojca jego wytwórnię.
Syn Lothar Walther (1899–1983) należał w latach 30. XX w. do kadry Niemiec w strzelaniu z pistoletu. Podczas mistrzostw świata w 1939 zdobył brązowy medal. W 1925 założył firmę wyrobów precyzyjnych, która do dzisiaj zajmuje się wytwarzaniem specjalną techniką luf do broni palnej.